# Riihimäki
Riihimäki (literalmente "Colina del establo estivado") es una localidad finesa al sur del país, a unos 69 km de Helsinki y 109 de Tampere y podría considerarse como una encrucijada de vías férreas, ya que muchos trenes que van desde diferentes partes del país a la capital pasan por allí. La compañía Sako tiene además una fábrica importante en la ciudad.

## Deportes
- Peltosaaren Nikkarit y Kiekko-Nikkarit (hockey sobre hielo)
- Kolmoskori (baloncesto)
- Riihimäen Ilves (fútbol)
- SC Top (floorball)
- Cocks (balonmano)
- Riihi-Pesis, antes conocido como RPL (Pesäpallo)
- Riihimäen Kisko (atletismo)

## Personajes nacidos en Riihimäki
- Renny Harlin, director de cine
- Jukka Jalonen, entrenador nacional de hockey sobre hielo
- Janne Lahti, jugador de hockey sobre hielo de la SM-Liiga
- Sami Lähteenmäki, jugador de hockey sobre hielo de la SM-Liiga
- Janne Kataja, personalidad televisiva
- Olli Korkeavuori, jugador de hockey sobre hielo de la SM-Liiga
- Sinikka Laine, escritora
- Kari Tiainen, campeón mundial de motociclismo enduro
- Pekka Vasala, campeón olímpico (1972) de 1.500 metros
- Jukka Koskinen, bajista del grupo de death metal melódico Norther
- Maija Isola, pintora y diseñadora textil

## Ciudades hermanadas
Riihimäki mantiene un hermanamiento de ciudades con:
- Aalborg, Jutlandia Septentrional, Dinamarca.
- Bad Segeberg, Schleswig-Holstein, Alemania.
- Gus-Khrustalny (Ciudad), Central, Rusia.
- Húsavík, Islandia.
- Karlskoga, Värmland, Suecia.
- Skedsmo, Østlandet, Noruega.
- Szolnok, Hungría.